# Кубицек, Август
А́вгуст «Густль» Ку́бицек (нем. August Kubizek, 3 августа 1888, Линц, Австрия — 23 октября 1956, Линц, Австрия) — австрийский музыкант и друг юности Адольфа Гитлера.

## Биография

### Ранние годы
Август Кубицек был первенцем в семье Михаэля и Марии Кубицеков и, согласно его автобиографии, единственный среди их детей дожил до совершеннолетия. Позднее Кубицек писал, что в этом было его сходство с Адольфом Гитлером, который рано лишился родителей и почти всех братьев и сестёр (кроме Паулы).
Кубицек и Гитлер познакомились, снимая квартиру в Линце. Их музыкальные предпочтения оказались схожими (оба увлекались творчеством Рихарда Вагнера и любили оперу), и они подружились. С 22 февраля по начало июня 1908 года Кубицек с Гитлером жили в одной комнате в Вене.
Кубицек поступил в Венскую консерваторию, где изучал игру на альте, композицию (у М. Йенча) и дирижирование, несмотря на протесты своего отца, который желал, чтобы сын продолжал заниматься семейным бизнесом и стал обойщиком. Получил должность дирижёра в Клагенфурте. Женился на Анне Функе. В браке родились трое сыновей: Августин, Карл и Рудольф.
С октября 1912 по 1914 год Кубицек работал вторым капельмейстером в муниципальном театре в Марбурге-ан-дер-Драу. Затем до 1918 года принимал участие в Первой мировой войне. После войны работал капельмейстером в Вене, а с 1920 по 1945 год – главой городского управления и капельмейстером городского оркестра музыкального объединения в Эфердинге (Верхняя Австрия).

### Дальнейшие отношения с Гитлером
Увидев в 1920 году портрет Гитлера на первой полосе немецкой газеты Münchner Illustrierte, Кубицек стал следить за политической карьерой друга юности, хотя и не пытался связаться с ним. В 1933 году он отправил Гитлеру открытку с поздравлением о назначении канцлером Германии. Шесть месяцев спустя Кубицек получил ответ, в котором Гитлер написал, что был бы рад восстановить дружбу: «Густль, я буду очень… рад… возродить те лучшие годы моей жизни».
9 апреля 1938 года друзья юности встретились во время одного из посещений Гитлером города Линца. Гитлер предложил Кубицеку должность дирижёра оркестра, от которой тот отказался. Однако он согласился на то, чтобы Гитлер финансировал обучение его сыновей в Университете музыки, драмы и танца Антона Брукнера.
В 1938 году по заказу НСДАП Кубицек написал два пропагандистских буклета с воспоминаниями о дружбе с Гитлером. Последний раз он видел Гитлера 23 июля 1940 года. В 1944 году Гитлер отправил матери Кубицека подарки на восьмидесятилетие. Всегда далёкий от политики, Кубицек в 1942 вступил в НСДАП в знак преданности другу.

### Последние годы
В 1945 году Кубицек был арестован войсками США и доставлен в концлагерь Глазенбах, где пробыл 16 месяцев. После освобождения он долго отказывался опубликовать свои воспоминания, однако в 1953 году согласился на публикацию книги «Адольф Гитлер, мой друг детства» (Adolf Hitler, mein Jugendfreund). Историческая ценность этой книги ставится некоторыми историками под сомнение, в частности, Франц Йетцингер писал, что «90 процентов информации, приведённой Кубицеком, является ложью». После этого Кубицек долгое время считался в кругу исследователей Гитлера ненадежным свидетелем. Многие заблуждения Йетцингера в оценке Кубицека встречаются также  в работах Вернера Мазера и Иоахима Феста. Поздние исследователи, такие как Бригитта Хаман, оценивают Кубицека как заслуживающего доверия свидетеля и считают правдивыми большинство его показаний.
Кубицек умер 23 октября 1956 года в Линце. Похоронен в Эфердинге.